# Trasformazione isotermobarica
In termodinamica una trasformazione isotermobarica è una trasformazione termodinamica dello stato di un sistema fisico durante la quale la pressione e la temperatura rimangono costanti.

## Descrizione
Per esempio tale trasformazione è presente nel ciclo di Rankine (caratteristico delle macchine a vapore usate per la produzione di energia elettrica) nelle trasformazioni [2'-3] e [4-1]: in 2'-3 il sistema assorbe dalla sorgente calda la potenza termica Qc, mentre nella trasformazione 4-1 si torna alle condizioni iniziali di liquido saturo cedendo alla sorgente fredda (in genere l'ambiente esterno) la potenza termica Qf.
Le trasformazioni nel ciclo di Rankine 4-3 e 1-2 possono invece considerarsi adiabatiche.
La disuguaglianza di Clausius impone che:
{\displaystyle \ \operatorname {d} Q\leq \;T\operatorname {d} S}
dove {\displaystyle \ Q} è il calore scambiato dal sistema e {\displaystyle \ T} la temperatura a cui viene scambiato (quella del laboratorio ad esempio). L'equazione precedente si può riscrivere in una isobara e in assenza di altre forme di accumulo di energia o lavoro come:
{\displaystyle \operatorname {d} H-T\operatorname {d} S\leq \;0}
Se la trasformazione è isoterma si può portare la temperatura nel differenziale:
{\displaystyle \operatorname {d} H-\operatorname {d} TS\leq \;0}
quindi si ha che l'energia di Gibbs non aumenta:
{\displaystyle \operatorname {d} G\leq \;0}
Questo risultato è notevolmente impiegato anche nello studio delle reazioni chimiche in ambiente, nella forma integrale: {\displaystyle \Delta G=\sum _{i}G_{i}\leq \;0}, dove per i reagenti viene sommata l'opposto dell'energia libera. Riassumendo, questa relazione indica che nelle trasformazioni a temperatura e pressione costanti l'energia libera di Gibbs diminuisce per un processo spontaneo (differenziale negativo) mentre è ad un valore minimo (differenziale nullo) per un processo reversibile, cioè in condizioni di equilibrio. Questo criterio è molto importante, in quanto di solito le trasformazioni nell'ambiente naturale ed in laboratorio avvengono a temperatura e pressione costante (piuttosto che a volume costante): è per questo che la funzione di Gibbs è più utilizzata rispetto a quella di Helmholtz. L'equazione di Gibbs-Helmholtz esprime la dipendenza dell'energia libera dalla temperatura.

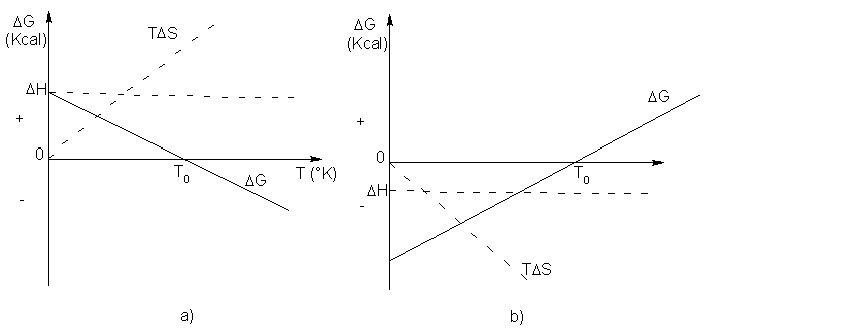
Due grafici che mostrano qualitativamente la variazione di energia libera e la spontaneità di una reazione. Nel caso a) siamo in presenza di una reazione esotermica disordinante mentre nel caso b) la reazione è endotermica ordinante. La variazione di entalpia e la variazione di entropia sono state considerate indipendenti dalla temperatura. Nel punto la reazione è in equilibrio.

In chimica un fenomeno come l'osmosi è un esempio di processo spontaneo ({\displaystyle \Delta G<0}) mentre l'elettrolisi richiede il compimento di un lavoro elettrico perché implica reazioni non spontanee ({\displaystyle \Delta G>0}). Una reazione che raggiunge l'equilibrio possiede {\displaystyle \Delta G=0}: una pila si scarica quando la reazione chimica che sfrutta per produrre energia elettrica raggiunge l'equilibrio.

È interessante notare come l'energia libera di Gibbs sia un indice della spontaneità di una reazione chimica. 
Vi sono infatti 3 casi:
- ΔG = 0: la reazione è già avvenuta ed il sistema è all'equilibrio.
- ΔG < 0: la reazione avviene spontaneamente ed è irreversibile.
- ΔG > 0: la reazione avviene spontaneamente nel senso opposto.

Chiedere che una reazione chimica spontanea implichi un aumento dell'energia libera di Gibbs è come chiedere che un corpo aumenti spontaneamente la sua energia potenziale in un campo gravitazionale.
Normalmente viene utilizzata l'energia libera molare standard di formazione, simbolo {\displaystyle \Delta G^{o}}, relativa agli stati standard dei reagenti e dei prodotti
{\displaystyle \Delta G^{o}=\Delta H^{o}-T\Delta S^{o}}
Si definisce stato standard di una sostanza lo stato di aggregazione più stabile alla pressione unitaria nella scala prescelta (ad esempio: 1 bar, 1 pascal, 1 torr,1 mmHg, 1 atm) e alla temperatura che si sta considerando. L'energia libera degli elementi nei loro stati standard assume valore uguale a zero. Qualora non fosse noto il {\displaystyle \Delta G^{o}} di una reazione, conoscendo il {\displaystyle \Delta G^{o}} di opportune reazioni è possibile calcolare la differenza di energia libera molare standard di formazione combinando, tramite artificio matematico, queste reazioni (legge di Hess). Ciò è lecito, visto che il {\displaystyle \Delta G^{o}} è una funzione di stato.